# Castels et Bézenac
Castels et Bézenac is een gemeente in het Franse departement Dordogne (regio Nouvelle-Aquitaine). De plaats maakt deel uit van het arrondissement Sarlat-la-Canéda. Castels et Bézenac is op 1 januari 2017 ontstaan door de fusie van de gemeenten Bézenac en Castels. De gemeente telde 805 inwoners op 1 januari 2022.

## Geografie
De oppervlakte van Castels et Bézenac bedraagt 23,76 km², de bevolkingsdichtheid is 34 inwoners per km² (per 1 januari 2019).
De onderstaande kaart toont de ligging van Castels et Bézenac met de belangrijkste infrastructuur en aangrenzende gemeenten.

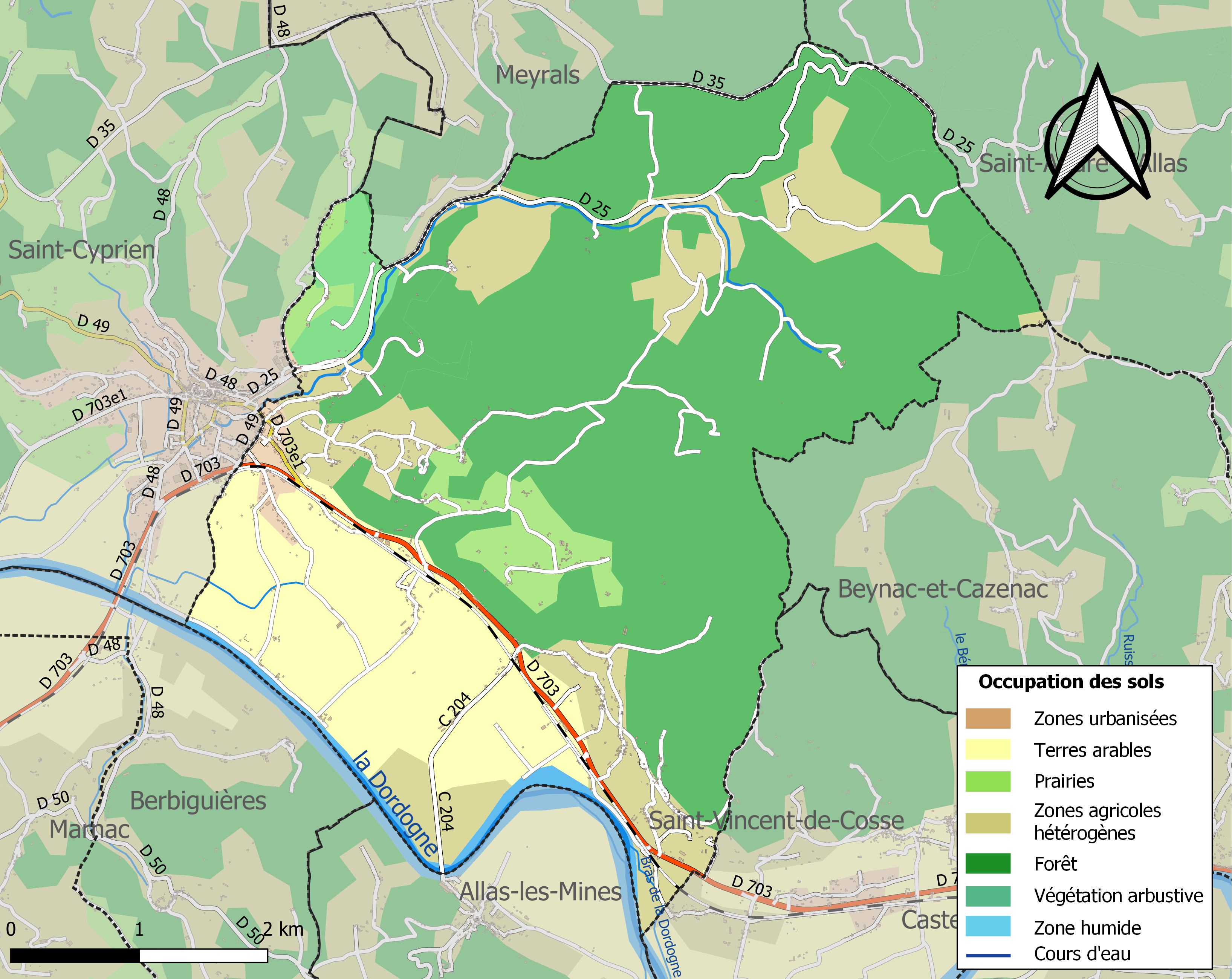